# Змеешейковые
Змееше́йковые (лат. Anhingidae) — семейство птиц, которое по результатам филогенетических исследований начала XXI века включают в отряд олушеобразных (Suliformes). Раньше его относили к отряду пеликанообразных. Состоит из единственного современного рода змеешеек и нескольких вымерших.

## Описание
Самые ранние ископаемые находки, относимые к змеешейковым, датируются нижним миоценом (не ранее 23,03 млн лет назад). Палеоареал семейства чуть больше, чем современный, и включает не только Австралию, Южную и Юго-Восточную Азию, Африку, Северную (Флорида) и Южную Америки, но и Европу (Венгрию и Грецию).
Как ныне живущие так и вымершие представители семейства были одиночными активно охотящимися хищниками.

## Классификация
Кроме четырёх современных видов змеешеек, на февраль 2019 года в семейство включают следующие вымершие таксоны по данным сайта Paleobiology Database:
- Род Anhinga Brisson, 1760 — Змеешейки (современный)
  - † Anhinga beckeri Emslie, 1998
  - † Anhinga grandis Martin & Mengel, 1975
  - † Anhinga pannonica Lambrecht, 1916
  - † Anhinga subvolans Brodkorb, 1956
- † Род Liptornis
  - † Liptornis hesternus Ameghino, 1894
- † Род Macranhinga Noriega, 1992

Кроме выше указанных существуют и другие вымершие роды — кандидаты на включение в семейство:
- † Род Giganhinga Rinderknecht & Noriega, 2002
- † Род Protoplotus Lambrecht, 1931

### Отдельные представители
- Liptornis hesternus описан по остаткам, найденным в формации Санта-Крус (средний миоцен Аргентины) и утерянных впоследствии[6].
- В роде Macranhinga[англ.] описано как минимум 2 вымерших вида: Macranhinga paranensis Noriega, 1992[7] и Macranhinga ranzii Alvarenga & Guilherme, 2003[8]. Найдены в Южной Америке, были крупнейшими из всех известных змеешейковых.